# Heterachthes exiguus
Heterachthes exiguus là một loài bọ cánh cứng trong họ Cerambycidae.